# Mar de Yoldia
El mar de Yoldia és un nom donat pels geòlegs a una etapa d'aigua salabrosa variable a la conca de la mar Bàltica que va prevaler després que el llac de gel del Bàltic es drenés al nivell del mar durant la glaciació de Weichselian. Les dates del mar de Yoldia s'obtenen principalment mitjançant material de datació amb radiocarboni de sediments antics i línies costaneres i de la cronologia d'argila. Acostumen a variar fins a mil anys, però una bona estimació és d'entre 10.300 i 9.500 anys de radiocarboni BP, equivalent a uns 11.700-10.700 anys naturals BP. El mar va acabar gradualment quan l'ascens isostàtic d'Escandinàvia va tancar o gairebé tancar els seus efluents, alterant l'equilibri entre l'aigua salada i l'aigua dolça. El mar de Yoldia es va convertir en el llac Ancylus. L'etapa del mar de Yoldia va tenir tres fases de les quals només la fase mitjana va tenir aigua salobre. El nom del mar és adaptat del nom obsolet del bivalve, Portlandia arctica (anteriorment conegut com Yoldia arctica), trobat al voltant d'Estocolm. Aquest bivalve requereix aigua salina freda.
La fase mitjana de la mar de Yoldia es caracteritza perquè l'aigua salina es va abocar en el Bàltic, abans de l'acceleració de la fosa glacial.

## Descripció

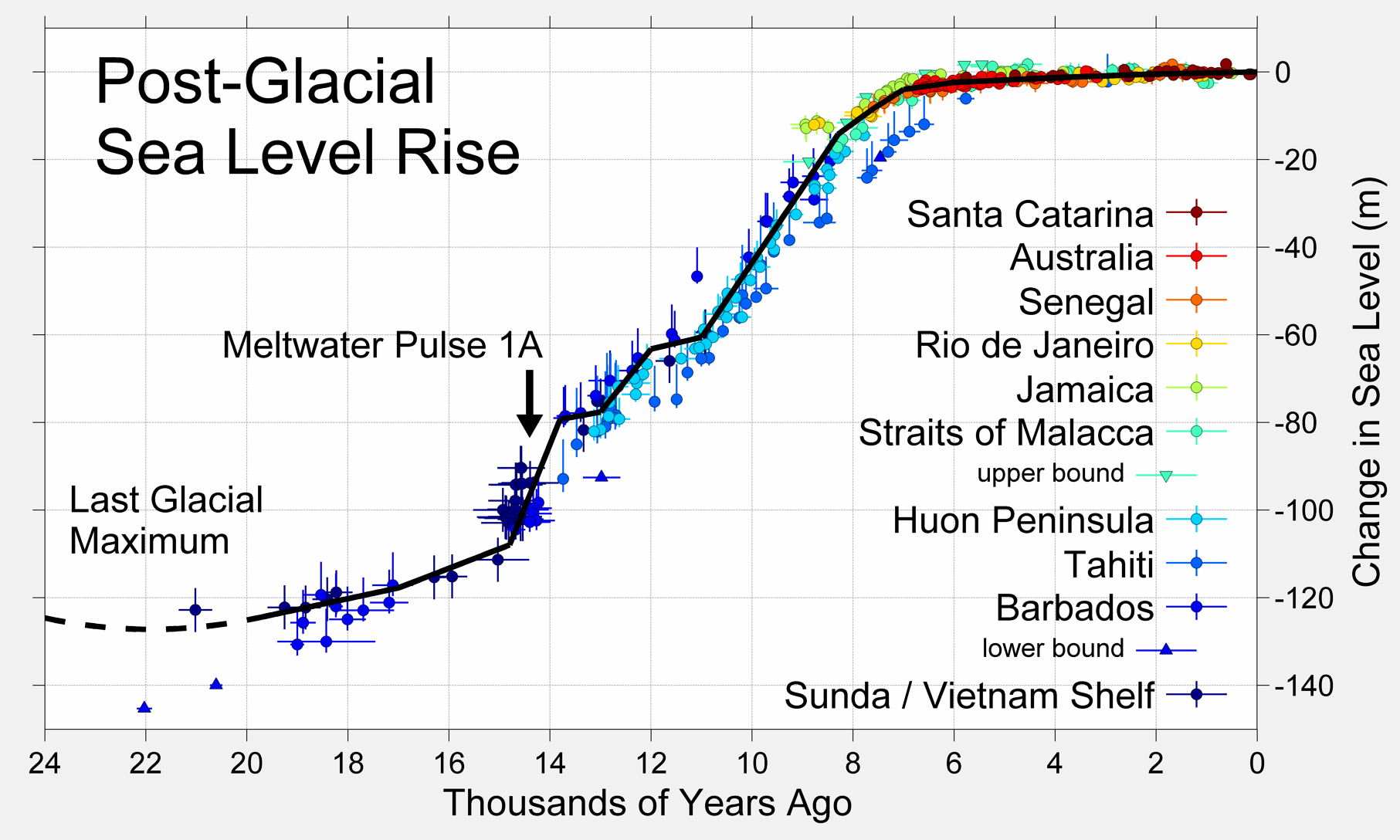
El nivell postglacial de la mar, combinat amb el rebot isostàtic, va donar lloc a una seqüència de llacs i març bàltiques.

El llac de gel bàltic, el mar de Yoldia, el llac Ancylus i el mar de Littorina són quatre etapes reconegudes en la progressió postglacial de la conca del Bàltic; també hi ha períodes de transició que es poden considerar com a subetapes. Del més antic al més recent:
- El llac de gel del Bàltic: Llac proglacial d'aigua dolça amb un nivell superior al nivell del mar, embassat pel gel glacial fins que la presa de gel es va alliberar al vessant nord de les terres altes de Billingen; el nivell del llac va baixar uns 26 metres fins al nivell del mar, uns 10.000 anys abans del present (BP).[1]
- Període de transició - Entre el llac de gel del Bàltic i el mar de Yoldia hi va haver una etapa de llac transitòria abans de l'entrada d'aigua salada. Això va durar uns 300 anys (292 - 309 varves de deposició anuals es veuen al registre geològic, depenent d'on es mesura).[1]
- El mar de Yoldia, una connexió de curta durada amb el mar a través del centre-sud de Suècia a través de l'estret de Närke, entre 10.000 i 9.600 anys aproximadament.[1][2]
- El llac Ancylus: creació d'un llac d'aigua dolça mitjançant l'elevació, que va bloquejar l'estret de Närke, entre 9.600 i 7.800 ΒP.[1]
- El mar de Littorina: amb l'augment del nivell del mar i la submersió de l'estret d'Øresund, el Bàltic es va tornar a comunicar amb el mar del Nord començant ~ 7.800 ΒP fins a l'actualitat.[1] De vegades es divideix en subetapes:

- La Mar Mastogloia - una subetapa utilitzada a vegades per a distingir el període entre 8000 i 7000 anys enrere - durant aquest període es va establir el Canal de la Mànega i l'estret danès, augmentant el flux d'aigua de l'Atlàntic.
- La Mar de Limnea, una subetapa que a vegades s'utilitza per a distingir la transició de la Mar Bàltica a una fase més estancada, que actualment existeix, al voltant de 2.500 BP.

El Llac de Gel del Bàltic va arribar a la seva fi quan es va desbordar pel centre de Suècia i es va drenar, un procés complet al voltant de 10.300 BP (anys de radiocarboni). Els estrets que travessaven l'actual regió d'Estocolm (a través del llac Vänern i de l'estret de Närke) fins a l'Atlàntic eren l'única sortida en aquest moment. Quan el nivell del llac va aconseguir el nivell de la mar, la diferència de salinitat va causar un reflux de la Mar del Nord, creant regions salines en les quals va florir la bivalva marina Yoldia. Aquesta fase va durar fins prop de 10.000 BP.
Posteriorment, la fosa de la glacera va proporcionar aigua fresca addicional i el llac es va estratificar (llac meromíctic), amb aigua salada en la part inferior i fresca en la part superior. Durant la vida de la mar i la ubicació de la salinitat va ser una variable. És discutible si és possible parlar de fases de salinitat que s'aplicarien uniformement a tota la mar.
Al voltant de 10.000 BP, la sortida va continuar augmentant i el llac/mar va trencar Dinamarca creant els primers canals del Gran Belt. L'obertura total va ser inferior a 1 km d'amplada i incloïa dos canals a l'extrem nord. Els canals del Gran Belt es van tornar a bloquejar per la terra ascendent del rebot postglacial que va crear el llac Ancylus.
Geogràficament, el Golf de Bòtnia es va mantenir sota el gel. El Golf de Finlàndia estava obert, però la major part de Finlàndia era un arxipèlag, sobre el qual s'estenien gradualment les deixalles transportades pels corrents glacials. Un pont terrestre va unir Alemanya amb el sud de Suècia a través de Dinamarca. Alleujada del seu pes de gel, Finlàndia es va aixecar gradualment i desigualment de la mar. Parts de la costa de Yoldia estan avui per sobre del nivell de la mar, mentre que altres parts romanen per sota. La mar de Yoldia cap a la seva fi estava a uns 30 m per sota del nivell actual del mar. Un canal en la ubicació del riu Neva va connectar la mar de Yoldia amb el llac Làdoga.
La Mar de Yoldia existia completament dins del període Boreal Blytt–Sernander. Els boscos i espècies que hi havia en les seves costes eren boreals. Les cultures mesolítiques van continuar ocupant Dinamarca/sud de Suècia i les costes meridionals de la mar. La mar com a sistema ecològic va arribar a la seva fi quan Escandinàvia es va elevar prou per a bloquejar el flux a través de la zona d'Estocolm i l'equilibri salí va canviar cap a una ecologia lacustrina una vegada més.